# Faculté des beaux-arts de Pontevedra
Pour un article plus général, voir Campus de Pontevedra.
La Faculté des beaux-arts de Pontevedra est une faculté d'art espagnole fondée en 1990 à Pontevedra. Elle est installée dans l'ancienne caserne Saint-Ferdinand, un édifice néo-classique du début du XXe siècle de la ville de Pontevedra en Espagne. C'est la seule faculté des beaux-arts en Galice et le nord-ouest de l'Espagne.

## Localisation
L'édifice est situé 2, Rue de la Maestranza à Pontevedra.

## Historique
Dans les années 80 du XXe siècle, plusieurs professeurs de dessin dirigés par le professeur José Roselló Valle ainsi que des hommes politiques de l'époque, comme le responsable de la culture du Conseil Provincial de Pontevedra, Adriano Marques, se sont battus et ont fait de multiples démarches et efforts pour que la ville ait une Faculté des Beaux-Arts dans le projet de création de la future université qui allait s'appeler alors Université Galice Sud .
La Faculté des Beaux-Arts de Pontevedra a été créée en 1990 par le décret 416/1990, du 31 juillet, du Ministère de l'Éducation et de la Planification Universitaire, dans son article 14. Le premier programme a été validé le 9 juillet 1990 et on a adopté pour la faculté de Pontevedra le programme de l'Université de Salamanque, publié pour le premier et le deuxième cycle du cursus dans les Bulletins officiels de l'État du 20 juillet 1983 et du 17 mars 1987.
Pendant les quatre premières années, la faculté des Beaux-Arts a été provisoirement hébergée dans l'ancien hospice provincial de la rue Sierra, avec une certaine précarité en termes de moyens matériels et d'espace,
,.
Le 15 décembre 1994, la faculté s'est installée dans son emplacement actuel, le bâtiment de l'ancienne Caserne Saint-Ferdinand, au centre-ville, après un projet d'acquisition et de rénovation du bâtiment : différents départements de la Xunta de Galice, la mairie de Pontevedra et l'Université ont fourni l'argent pour acheter le bâtiment et le Conseil Provincial de Pontevedra a financé les travaux de rénovation,. Selon le maire de l'époque, Javier Cobián, le projet total a coûté 2 000 millions de pesetas.
Dès le début, il y a eu une grande interaction entre les étudiants de la faculté et la ville de Pontevedra, avec des installations, des performances et des œuvres d'art dans les rues,.
Le saint patron de la faculté est Saint Ero et la faculté célèbre sa fête en mai.

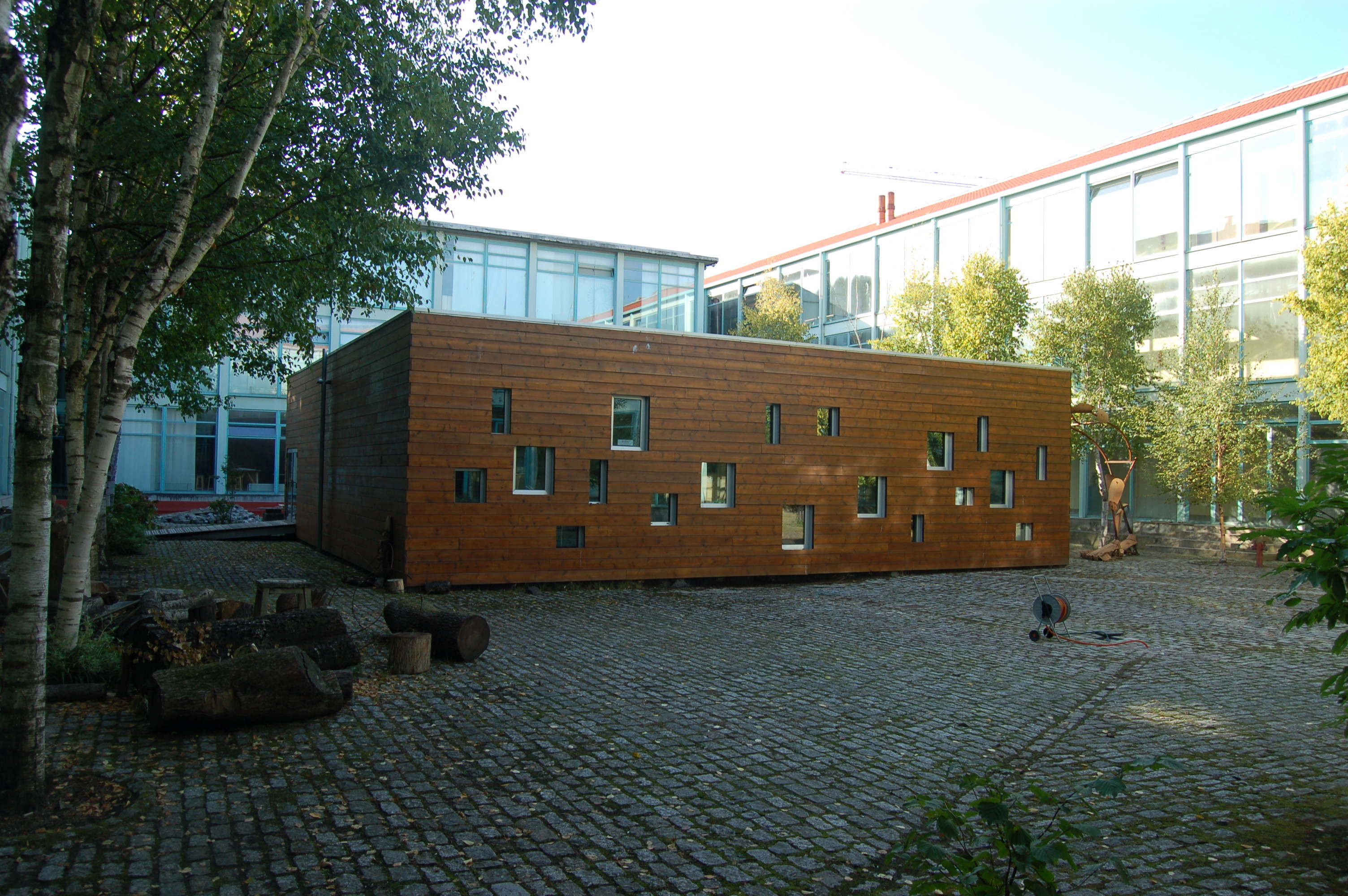
Cour de la faculté

## Formations
La faculté des beaux-arts de Pontevedra propose des formations en Licence, Master et Doctorat dans les domaines des arts et du design.
La faculté délivre le diplôme universitaire en beaux-arts (formation en licence en 4 ans). L'établissement accueille également le master en design et direction créative de la mode et le doctorat en création et recherche en art contemporain.

## Installations
Le grand bâtiment de la faculté est l'ancienne caserne néoclassique Saint Ferdinand, conçue par l'architecte Bonifacio Menéndez Conde, construite entre 1906 et 1909 et rénovée en 1994 par l'architecte César Portela Fernández-Jardón pour devenir le siège de la faculté et abriter les études de Beaux-Arts.
La faculté dispose d'une salle d'exposition, la salle X, située à l'entrée du bâtiment.
La bibliothèque de l'établissement compte 55 titres de publications périodiques et plus de 10 000 volumes.
La faculté dispose également d'ateliers polyvalents, équipés d'outils manuels et de machines spécifiques (ateliers pour le métal, le bois, la céramique, le plastique et d'autres matériaux).
Il existe également un laboratoire audiovisuel, d'autres laboratoires pour les techniques graphiques (gravure en taille douce) et la photographie et une salle informatique (pour le traitement numérique et 3D des images et le traitement photographique numérique).

## Doyens
Jusqu'à présent les doyens de la faculté ont été, :
- 1990 : Juan Fernando de Laiglesia González de Peredo
- 1994 : José Chavete Rodríguez
- 1999 : Jesús Hernández Sánchez
- 2006 : Ignacio Barcia Rodríguez
- 2011 : Juan Carlos Meana Martínez
- 2015 : Silvia García González
- 2019 : Xosé Manuel Buxán Bran

## Anciens élèves
- Paula Cheshire

## Galerie d’images

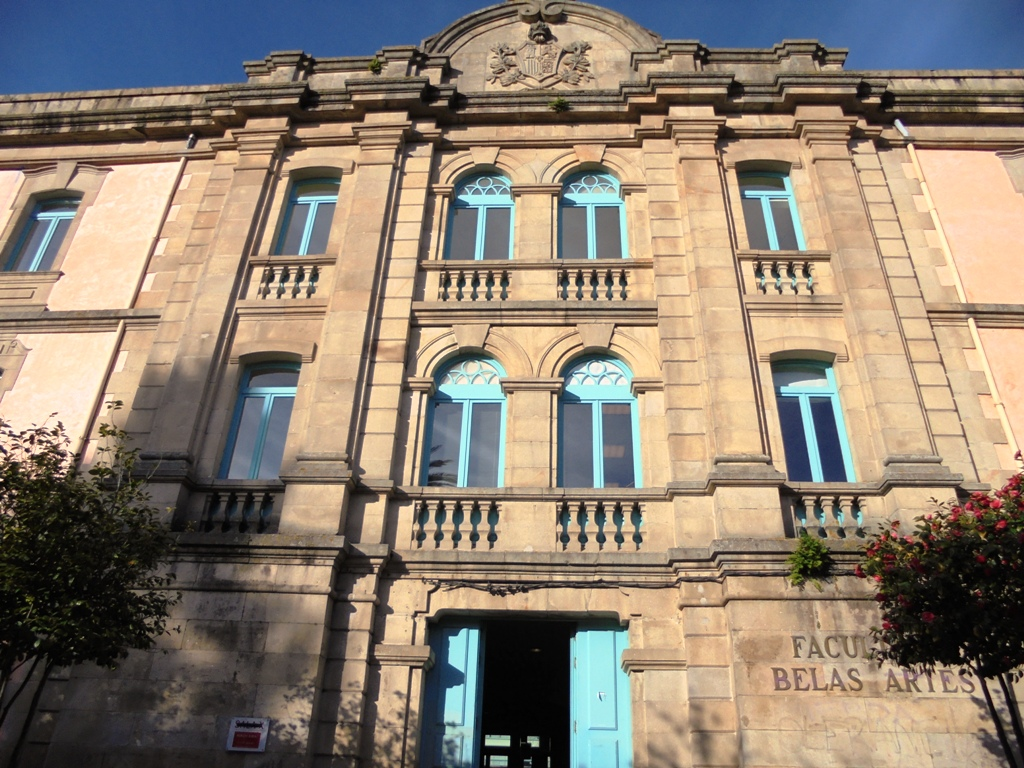
Entrée de la Faculté
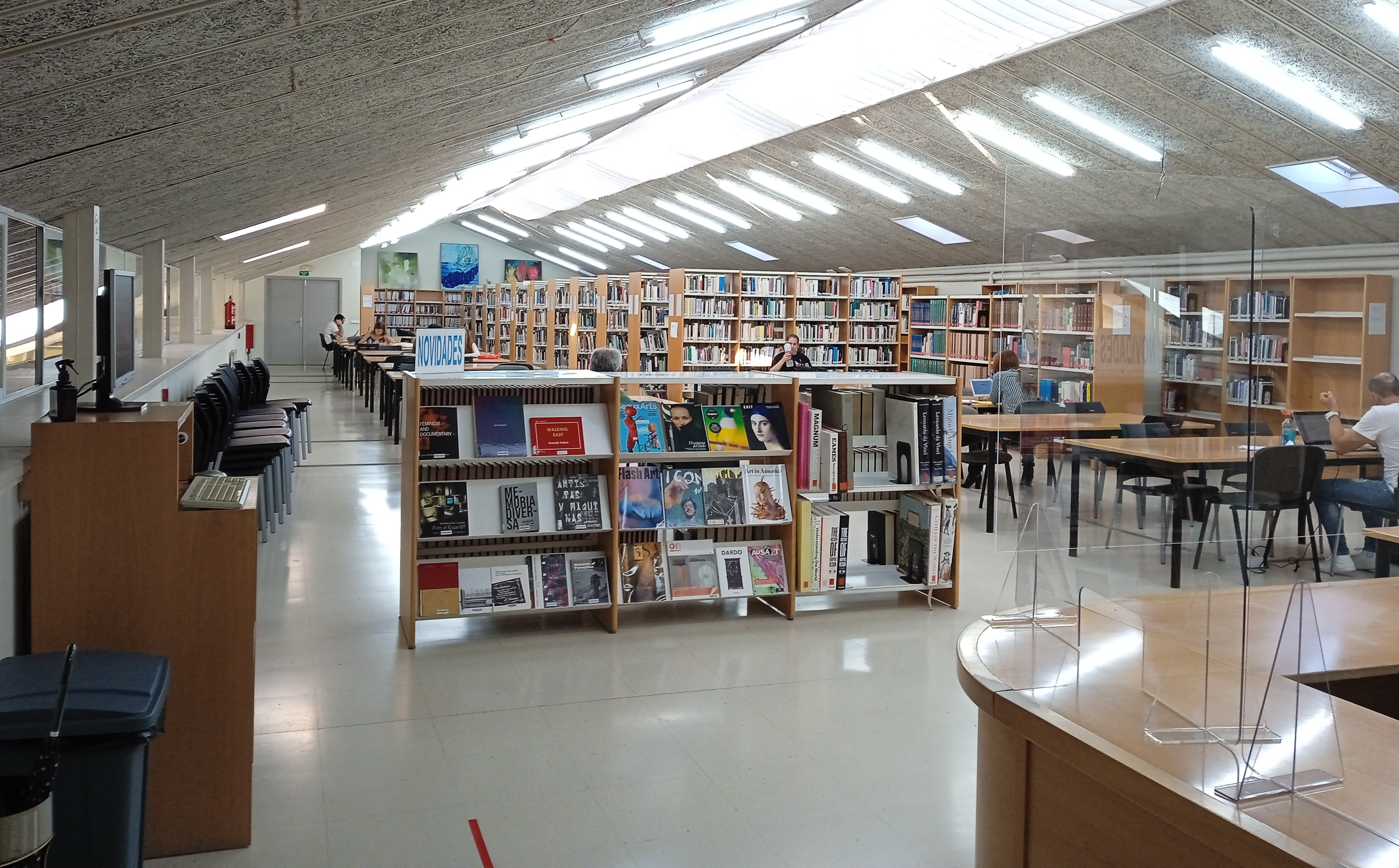
Bibliothèque au dernier étage
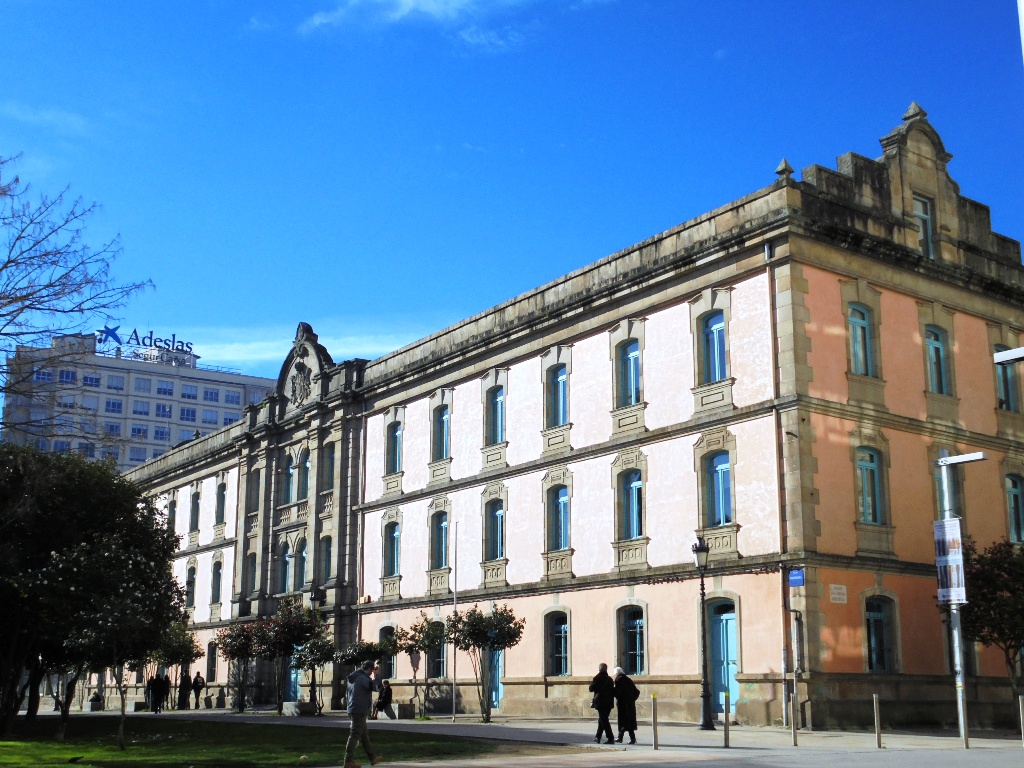
Façades sud et est de la Faculté
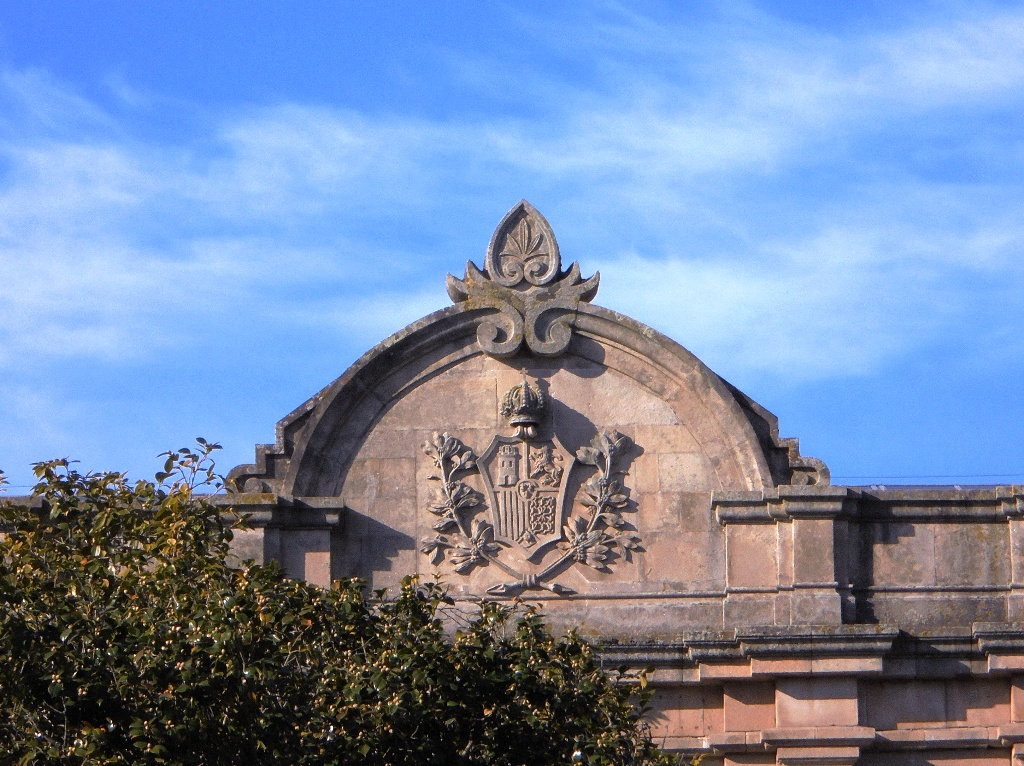
Armoiries d'Espagne au sommet du bâtiment
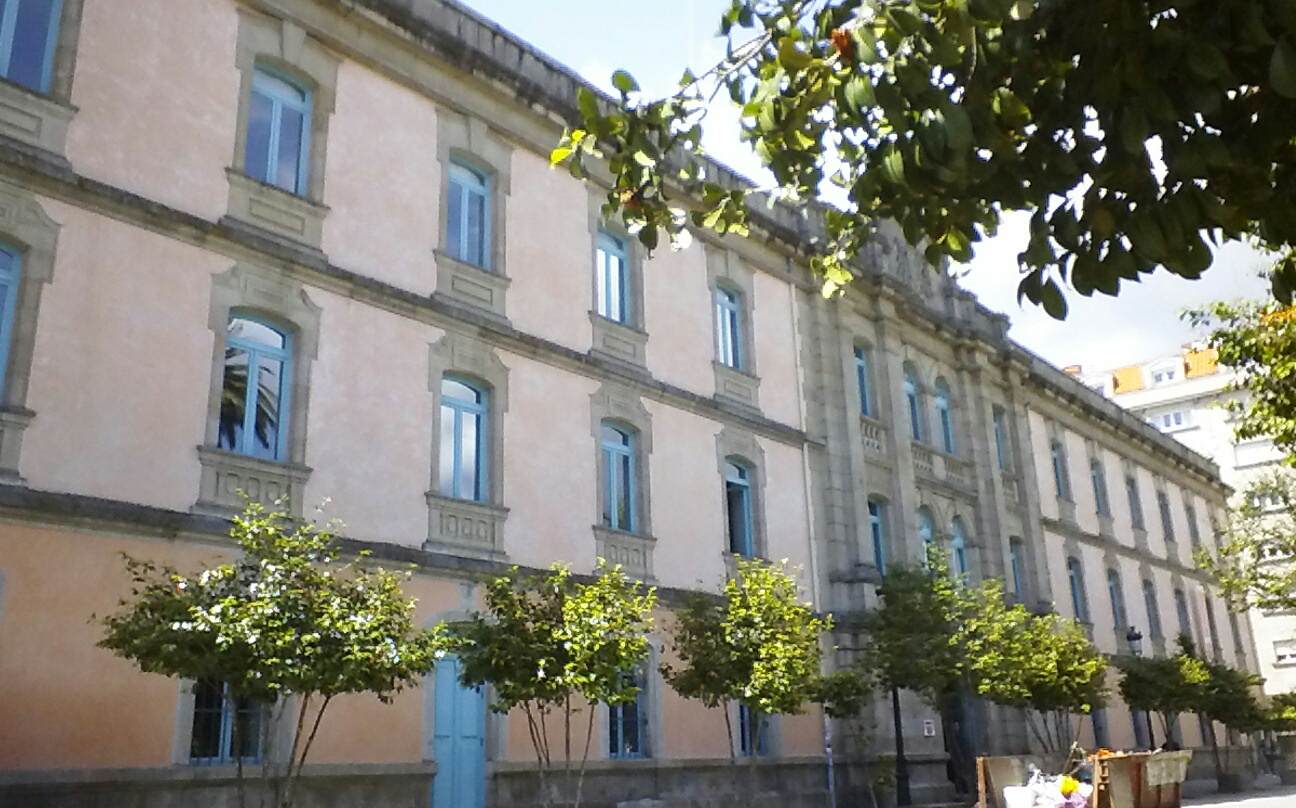
Façade principale devant les jardins du Docteur Marescot